# War of Ages
War of Ages ist eine US-amerikanische christliche Metalcore-Band aus Erie, Pennsylvania.

## Geschichte
War of Ages wurde im Jahr 2002 von Leroy Hamp, Steve Brown, Matt Moore und Rob Kerner als Point Zero gegründet.
Im Juni 2014 gab die Band bekannt, dass sie die Arbeiten an ihrem fünften Studioalbum Supreme Chaos abgeschlossen haben. Es erschien am 22. Juli über Facedown Records. Die ersten beiden Lieder From Ashes und Chaos Theory wurden als Lyric-Video über Facedown Records’ YouTube-Kanal veröffentlicht.
Am 13. September 2019 erschien das neue Studioalbum der Band unter dem Namen Void. Zum Titel Miles Apart aus diesem Album erschien ein Musikvideo.

## Diskografie

### Studioalben
- 2005: War of Ages (Strike First Records/Facedown Records)
- 2006: Pride of the Wicked (Facedown Records)
- 2007: Fire from the Tomb (Facedown Records); Re-release des Debütalbums
- 2008: Arise and Conquer (Facedown Records)
- 2010: Eternal (Facedown Records)
- 2012: Return to Life (Facedown Records)
- 2014: Supreme Chaos (Facedown Records)
- 2017: Alpha (Facedown Records)
- 2019: Void (Facedown Records)
- 2023: Dominion (Facedown Records)

### EPs
- 2004: Unite Us All
- 2021: Rhema

### Musikvideos
- 2006: Stand Your Ground
- 2006: Strength Within
- 2008: Through the Flames
- 2009: All Consuming Fire
- 2010: Collapse
- 2012: Silent Night
- 2014: From Ashes
- 2014: Chaos Theory
- 2019: Miles Apart